# 阿不拉的三個女人
《阿不拉的三個女人》為2016年臺灣製播的時代劇，由柯叔元、劉香慈、余秉諺、王瞳、李珞晴領銜主演。2014年11月12日開拍。2015年1月7日開鏡，該劇遞案2年、籌備半年，導演要求細膩、高規格，電影規格4K拍攝。本劇改編自楊麗玲所著小說《戲金戲土》。本劇獲得新聞局補助300萬、文化部102年度高畫質電視節目補助3000萬新臺幣。本劇演繹出台灣電影半世紀的興衰起伏，故事從1930年代至50年代（日治時期至戰後初期）當背景，場景主要以嘉義為主，其中大多選在大林萬國戲院、民雄日式招待所一帶等作為拍攝地點。本劇於2015年12月16日殺青，於2016年4月16日在嘉義大林萬國戲院舉行踩街活動與首映會，於4月17日晚間10點上檔。

## 播出時間

### 首播
| 頻道                      | 所在地   | 播出日期       | 播出時間                |
| ------------------------- | -------- | -------------- | ----------------------- |
| 民視無線台                | 臺灣     | 2016年4月17日  | 每週日 22:00 - 23:30    |
| WINHD戲劇台               | 臺灣     | 2016年4月17日  | 每週日 22:00 - 23:30    |
| 八大第一台                | 臺灣     | 2016年5月1日   | 每週日 20:00 - 21:30    |
| Astro歡喜台 Astro歡喜台HD | 马来西亚 | 2016年10月22日 | 每週六 16:30 - 18:00    |
| 八度空间                  | 马来西亚 | 2018年10月4日  | 周一至周五 13:00－14:00 |

### 重播
| 頻道        | 所在地 | 播出日期      | 播出時間             |
| ----------- | ------ | ------------- | -------------------- |
| 民視台灣台  | 臺灣   | 2016年4月18日 | 每週六 20:00 - 21:30 |
| 民視無線台  | 臺灣   | 2016年4月21日 | 每週四 23:00 - 24:30 |
| 民視無線台  | 臺灣   | 2016年5月1日  | 每週日 12:30 - 14:00 |
| WINHD戲劇台 | 臺灣   | 2016年4月24日 | 每週日 10:00 - 11:30 |
| WINHD戲劇台 | 臺灣   | 2016年4月24日 | 每週日 16:00 - 17:30 |
| 八大第一台  | 臺灣   | 2016年5月2日  | 每週一 00:00 - 01:30 |
| 八大第一台  | 臺灣   | 2016年5月8日  | 每週日 10:30 - 12:00 |

## 演員陣容

### 主要角色
| 演員   | 角色   | 介紹 |
| 柯叔元 | 尤豐喜 | 別名阿不拉，重情重義、台語片電影大亨，原本什麼都不懂，從鄉下小小的歌仔戲班學起，慢慢到羅東經營一間國際戲院，在事業上無論面對任何困難，都能解套。雖然事業上很成功，但面對有恩情的雲卿、有愛情的月鳳、有友情的麗娜這三個女人時，私人感情卻不知如何處理。阿不拉，從小便是孤兒，直到一場意外被雲卿救回劉家，才第一次感受到家人的溫暖。而後跟著劉家的戲班生活，開啟了他對戲劇與電影的熱愛與一生志向。 靠著與生俱來的生意頭腦，替自己在羅東娛樂圈掙得一席之地。但阿不拉心中有個更大的夢，就是要拍出真正屬於台灣人精神的電影，即使赴湯蹈火、散盡家財也在所不惜。 為人極重情義，為了報答劉家的救命之恩答應雲卿入贅為婿，卻又在因緣際會下遇到此生的真命天女─月鳳，兩個女人的深情已讓他左右為難，而麗娜對他義無反顧的幫助更令他無以為報。 面對恩情、愛情與友情間難解的三角糾葛，如何搬演一齣人生如戲、戲如人生的戲呢？ |
| 劉香慈 | 郭月鳳 | 無法與阿不拉明媒正娶，是她畢生的委屈。傳統婦德仍對她有著深刻的影響，她誠摯的相夫教子，甚至更加倍用心照顧元配雲卿的兒子。把繼媳婦阿蘭當成自己的女兒看待。 |
| 余秉諺 | 黃茂林 | 與阿不拉同年同月同日生，卻是不同性格，不同命運，與阿不拉愛上同個女人，兩人成為畢生的天敵。 |
| 王瞳   | 王細娥 | 別名麗娜，阿不拉之前的紅粉知己。曾為酒家紅牌，因阿不拉的挺身救援而愛慕著他，亦願意為阿不拉挺而走險。然而卻擔演了茂林《金錢的魔鬼》女二一角一炮而紅，到香港發展演藝事業。 |
| 李珞晴 | 劉雲卿 | 因在河邊意外救起阿不拉，也因此與阿不拉結緣。然而一場意外，卻讓阿不拉與月鳳有了情愫，也讓雲卿得忍受與人共用一夫。 |

### 其他角色
- 林在培 飾 黃運金
- 唐美雲 飾 吳陳惜粉
- 張柏舟 飾 劉　蚶
- 游安順 飾 蔡　猴
- 傅子純 飾 劉家輝
- 林義芳 飾 太郎老大
- 賀軍政 飾 簡大目
- 朱德剛 飾 孫漢超
- 張䕒心 飾 美　惠
- 余采恩 飾 吳阿鳥
- 方宥心 飾 少年吳阿鳥
- 陳謙文 飾 游平山
- 陳聖昌 飾 幼年游平山
- 邱子芯 飾 尤家安
- 廖姿晴 飾 幼年尤家安
- 華千涵 飾 葉秀蘭
- 吳若湄 飾 幼年葉秀蘭
- 孫　綻 飾 葉國隆
- 李富群 飾 幼年葉國隆
- 陳尚澤 飾 尤家博
- 古理德 飾 幼年尤家博
- 馬國畢 飾 興　仔
- 劉士民 飾 老　傅
- 馬俊麟 飾 阿　泰
- 張富貴 飾 蔡明通
- 陳素貞 飾 蔡　母
- 楊宗樺 飾 陳　桑
- 張名荏 飾 春　桃
- 楊凱琪 飾 阿　冰
- 王婕菱 飾 康　伯

### 特別客串
- 洪　毛 飾 憨　象
- 葛西健二 飾 日本軍官
- 胡鴻達 飾 阿　財
- 江振愷 飾 游　泉
- 李建緻 飾 強　尼
- 林家佑 飾 張瑞麟
- 林世傑 飾 何　方
- 樓心潼 飾 鴫澤宮
- 吳皓昇 飾 間貴一

## 主題曲
| 曲別   | 歌名                | 演唱者         | 作詞   | 作曲   | 編曲   |
| 片頭曲 | 煙花                | 荒山亮         | 荒山亮 | 荒山亮 | 劉浩旭 |
| 片尾曲 | 戲土戲金            | 方宥心         | 荒山亮 | 荒山亮 | 劉浩旭 |
| 插曲   | 天若光              | 荒山亮         | 荒山亮 | 荒山亮 | 劉浩旭 |
| 插曲   | 乎妳的歌            | 荒山亮         | 武雄   | 荒山亮 | 陳飛午 |
| 插曲   | 倔強的戇人          | 荒山亮         | 荒山亮 | 荒山亮 | 劉浩旭 |
| 插曲   | 芙蓉嘆              | 荒山亮         | 荒山亮 | 荒山亮 | 劉浩旭 |
| 插曲   | 愛你的是我 (溫柔版) | 荒山亮、蔡佳瑩 | 荒山亮 | 荒山亮 |        |
| 插曲   | 愛你的是我 (激昂版) | 荒山亮、麗莎   | 荒山亮 | 荒山亮 | 阿浩   |
| 插曲   | 天荒地老            | 荒山亮         | 荒山亮 | 荒山亮 | 林唐鈺 |
| 插曲   | 是土是金            | 陳謙文         | 林呈擎 | 林呈擎 |        |
| 插曲   | 夜半路燈            | 蘇芮           | 周添旺 | 許石   | 江孝文 |
| 插曲   | 等你返來            | 吳淑敏         | 澎恰恰 | 澎恰恰 | Willie |
| 插曲   | 青春嶺              | 鳳飛飛         | 陳達儒 | 蘇桐   |        |
| 插曲   | 心無塊寄            | 黃思婷         | 鄭喬安 | 鄭喬安 | 項仲為 |
| 插曲   | 花離枝              | 秀蘭瑪雅       | 高以德 | 呂曉棟 |        |

## 版權音樂
| 曲別     | 作曲     | 編曲   |
| 江上月影 | 鄧雨賢   | 范宗沛 |
| 風中煙   | 鄧雨賢   | 范宗沛 |
| 六月茉莉 | 嘉南民謠 | 李哲藝 |

## 收視率

### 民視
| 日期           | 集數       | 收視率 | 收視率排名 | 備註               |
| -------------- | ---------- | ------ | ---------- | ------------------ |
| 2016年4月17日  | 1          | 2.01   | 2          | 每週日晚上10點首播 |
| 2016年4月24日  | 2          | 1.50   | 2          |                    |
| 2016年5月1日   | 3          | 1.40   | 2          |                    |
| 2016年5月8日   | 4          | 1.27   | 2          |                    |
| 2016年5月15日  | 5          | 1.42   | 2          |                    |
| 2016年5月22日  | 6          | 1.34   | 2          |                    |
| 2016年5月29日  | 7          | 1.33   | 2          |                    |
| 2016年6月5日   | 8          | 1.43   | 2          |                    |
| 2016年6月12日  | 9          | 1.45   | 2          |                    |
| 2016年6月19日  | 10         | 1.31   | 2          |                    |
| 2016年6月26日  | 11         | 1.32   | 2          |                    |
| 2016年7月3日   | 12         | 1.48   | 2          |                    |
| 2016年7月10日  | 13         | 1.40   | 2          |                    |
| 2016年7月17日  | 14         | 1.35   | 2          |                    |
| 2016年7月24日  | 15         | 1.46   | 2          |                    |
| 2016年7月31日  | 16         | 1.38   | 2          |                    |
| 2016年8月7日   | 17         | 1.45   | 1          |                    |
| 2016年8月14日  | 18         | 1.36   | 2          |                    |
| 2016年8月21日  | 19         | 1.30   | 2          |                    |
| 2016年8月28日  | 20         | 1.49   | 1          |                    |
| 2016年9月4日   | 21         | 1.44   | 1          |                    |
| 2016年9月11日  | 22         | 1.16   | 2          |                    |
| 2016年9月18日  | 23         | 1.25   | 2          |                    |
| 2016年9月25日  | 24         | 1.27   | 2          |                    |
| 2016年10月2日  | 25         | 1.10   | 2          |                    |
| 2016年10月9日  | 26         | 1.47   | 2          |                    |
| 2016年10月16日 | 27         | 0.94   | 2          |                    |
| 2016年10月23日 | 28         | 1.34   | 1          |                    |
| 2016年10月30日 | 29         | 1.17   | 2          |                    |
| 2016年11月6日  | 30         | 1.31   | 1          |                    |
| 2016年11月13日 | 31         | 1.35   | 1          |                    |
| 2016年11月20日 | 32         | 1.18   | 2          |                    |
| 2016年11月27日 | 33         | 1.23   | 2          |                    |
| 2016年12月4日  | 34         | 1.19   | 2          |                    |
| 2016年12月11日 | 35         | 1.29   | 2          |                    |
| 2016年12月18日 | 36         | 1.05   | 2          |                    |
| 2016年12月25日 | 37         | 1.16   | 2          |                    |
| 2017年1月1日   | 38         | 1.35   | 2          |                    |
| 2017年1月8日   | 39         | 1.44   | 2          |                    |
| 2017年1月15日  | 40         | 1.21   | 2          |                    |
| 2017年1月22日  | 41         | 1.42   | 2          | 最終回             |
| 平均收視率     | 平均收視率 | 1.34   | 2          |                    |

- 同時段偶像劇：台視《後菜鳥的燦爛時代》／《狼王子》／《浮士德的微笑》、中視《聶小倩》／《任意依戀》／《嫉妒的化身》、東森綜合台《我和我的十七歲》／《必勝練習生》／《如朕親臨》
- 由AGB尼爾森調查，調查範圍是四歲以上收看電視之觀眾。

## 獎項紀錄
| 年度 | 大獎               | 獎項             | 入圍者 | 結果 |
| ---- | ------------------ | ---------------- | ------ | ---- |
| 2017 | 第52屆金鐘獎       | 戲劇節目獎       | 不適用 | 提名 |
| 2017 | 第52屆金鐘獎       | 戲劇節目男配角獎 | 游安順 | 獲獎 |
| 2017 | 第22屆亞洲電視大獎 | 最佳女主角       | 劉香慈 | 提名 |

## 電視節目的變遷
- 官方网站－民視
- 官方网站－八大
- 阿不拉的三個女人的Facebook專頁

| 中華民國 民視無線台 每週日 22:00 - 23:30                               | 中華民國 民視無線台 每週日 22:00 - 23:30                                             | 中華民國 民視無線台 每週日 22:00 - 23:30              |
| ---------------------------------------------------------------------- | ------------------------------------------------------------------------------------ | ----------------------------------------------------- |
|                                                                        | 阿不拉的三個女人 （2016年4月17日－2017年1月22日）                                    |                                                       |
| 新娘嫁到 （2016年1月10日－2016年4月10日）                              | 藥笑24小時 （2017年1月29日-2017年3月19日）                                           |                                                       |
| 每週一至週六 19:30 - 20:00                                             |                                                                                      |                                                       |
| 麻雀變鳳凰 （2016年12月12日－2017年5月24日）                           | 阿不拉的三個女人 （2017年5月25日－2017年10月12日）                                   | 實習醫師鬥格 （2017年10月13日－2018年11月16日）       |
| 中華民國 WINHD戲劇台 每週日 22:00 - 23:30                              |                                                                                      |                                                       |
| 新娘嫁到 （2016年1月10日－2016年4月10日）                              | 阿不拉的三個女人 （2016年4月17日－2017年1月22日）                                    | 藥笑24小時 （2017年1月29日-2017年3月19日）            |
| 中華民國 八大第一台 每週日 20:00 - 21:30                               |                                                                                      |                                                       |
| 星廚駕到 （2016年3月6日－2016年4月24日）                               | 阿不拉的三個女人 （2016年5月1日－2017年2月5日）2017年2月5日 41集 僅於14:00-15:30播出 | 健康NO.1（重播）喜台                                  |
| 每週六 16:30 - 18:00                                                   |                                                                                      |                                                       |
| 新娘嫁到 （2016年7月23日 －2016年10月15日）                            | 阿不拉的三個女人 （2016年10月22日－2017年8月5日）                                    | 外乡女 (2017年8月12日 - 2017年10月21日)               |
| 马来西亚 八度空間（一小時版） 週一至週五 13:00－14:00                  |                                                                                      |                                                       |
| 龙飞凤舞 （2017年6月21日－2018年10月3日）                              | 阿不拉的三个女人 （2018年10月4日－2018年12月28日）                                   | 白鷺鷥的願望 （2018年12月31日－2019年2月15日）        |
| （重播）週一至週五 09:30 -10:30                                        |                                                                                      |                                                       |
| 戏说台湾 （重播） （2019年 － 2020年2月28日）                          | 阿不拉的三个女人 （2020年3月2日 - 2020年5月26日）                                    | 白鷺鷥的願望 （重播） （2020年6月27日－2020年7月9日） |
| 中華民國公視台語台（一小時版） 週一至週五 11:00 - 12:00、18:00 - 19:00 |                                                                                      |                                                       |
| 戏说台湾 （重播） （2022年10月28日－2022年12月8日）                    | 阿不拉的三个女人 （2022年12月9日 - 2023年3月3日）                                    | 天之蕉子 （2023年3月6日－）                           |

1. ↑  2017年2月5日起原週日20:00-21:30改播健康NO.1